# Arrey von Dommer
Arrey von Dommer, né le 9 février 1828 à Dantzig et mort le 18 février 1905 à Treysa, est un historien de la musique et bibliothécaire allemand.

## Biographie
Arrey von Dommer s'intéresse d'abord à la théologie, mais se tourne vers la musique en 1851. À Leipzig, il étudie la composition sous la direction de Johann Christian Lobe (en) et Ernst Friedrich Richter et commence à apprendre l'orgue. En 1863, il s'installe à Hambourg, où il donne des conférences sur l'histoire et la théorie de la musique et publie des critiques dans le Hamburger Correspondent. De 1873 à 1889, il travaille à la bibliothèque municipale de Hambourg. Il passe sa retraite à Marbourg.
Dommer révise le Musikalisches Lexikon de Heinrich Christoph Koch pour l'édition de 1865. En plus de son Handbuch der Musikgeschichte publié en 1868, Dommer est également l'auteur de nombreux articles pour l'Allgemeine Deutsche Biographie. Ses écrits sur les estampes de Luther (Lutherdrucke auf der Hamburger Stadtbibliothek 1516–1523, 1888) et Die ältesten Drucke aus Marburg in Hessen 1527–1566 (1892) ont une grande influence. Il compose également quelques œuvres vocales.